# Washington County (Alabama)
Washington County je okres ve státě Alabama v USA. K roku 2010 zde žilo 17 581 obyvatel. Správním městem okresu je Chatom. Celková rozloha okresu činí 2 819 km².

## Sousední okresy
| Růžice kompasu | Wayne County (MS)           | Choctaw County |                | Růžice kompasu |
| Růžice kompasu |                             | Sever          | Clarke County  | Růžice kompasu |
| Růžice kompasu | Washington County (Alabama) |                | Clarke County  | Růžice kompasu |
| Růžice kompasu | Jih                         |                | Clarke County  | Růžice kompasu |
| Růžice kompasu | Greene County (MS)          | Mobile County  | Baldwin County | Růžice kompasu |